# Lewis John Carlino
Lewis John Carlino   (Queens, 1 de gener de 1932 - Ault Field, 17 de juny de 2020) va ser un guionista i director de cinema estatunidenc. Durant les cinc dècades de la seva carrera va dirigir obres com The Fox, The Brotherhood, Fredament, sense motius personals, El mariner que va caure en desgràcia del mar, I Never Promised You a Rose Garden, Resurrection, i The Great Santini. Carlino va ser nominat per a molts premis, inclòs l'Oscar al millor guió adaptat.

## Obra teatral
Una de les primeres obres de Carlino va ser una obra de teatre, The Brick and the Rose; a collage for voices. Va ser publicada el 12 de desembre de 1957, i la primera producció va tenir lloc aquell any a l'Ivar Theatre, ara part de Los Angeles Film School, a Hollywood, Califòrnia.
El guió de The Brick and the Rose fou distribuït pel Dramatists Play Service a començaments de 1959 l'obra es va presentar a la televisió com a part del CBS Repertoire Workshop el 24 de gener de 1960. Carlino va continuar escrivint per al teatre amb cert èxit amb guions publicats regularment per Dramatists Play Service i nombroses actuacions en diversos llocs, inclòs l'American National Theatre and Academy i el John Golden Theatre.

## Guió i direcció
El primer crèdit de guionista de Carlino va ser And Make Thunder His Tribute, Episodi 99 de la sèrie de televisió Route 66, que es va emetre l'1 de novembre de 1963. L'any següent, van demanar a Carlino que escrigués el guió per a Seconds, basat en la novel·la de ciència-ficció de David Ely. Aquest thriller de conspiració dirigit per John Frankenheimer va obtenir una atenció considerable com a part final d'una trilogia de paranoia amb una connexió llunyana. La pel·lícula es va presentar a concurs al 19è Festival Internacional de Cinema de Canes.
Després Carlino va treballar amb el guionista Howard Koch en l'adaptació de la novel·la de 1923 The Fox de D. H. Lawrence. La pel·lícula de 1967 (protagonitzada per Sandy Dennis, Anne Heywood, i Keir Dullea), va guanyar el Globus d'or a la millor pel·lículade cinema estrangera, i Heywood va obtenir el premi a la millor actriu. El guió de Carlino i Koch va ser nominat al Globus d'Or al millor guió de 1967. L'any següent, Carlino va ser nominat al premi Writers Guild of America al Millor Guió Original Escrit d'Amèrica del 1968 pel seu treball a The Brotherhood, que va protagonitzar Kirk Douglas i fou dirigida per Martin Ritt.
Carlino va escriure la història original i el guió per a la pel·lícula de 1972 Fredament, sense motius personals, protagonitzada per Charles Bronson i Jan-Michael Vincent. La pel·lícula destaca per la seva estrena sense diàleg durant els primers 16 minuts i pel seu final sorpresa.
El 1976, Carlino va adaptar a la pantalla la novel·la de Yukio Mishima de 1963 El mariner que va perdre la gràcia del mar en la pel·lícula El mariner que va caure en desgràcia del mar protagonitzada per Kris Kristofferson i Sarah Miles.
Carlino i Gavin Lambert van rebre una nominació als Oscars i de la Writers Guild of America Award al millor guió adaptat el 1977 per I Never Promised You a Rose Garden.
Carlino va escriure i dirigir The Great Santini, basada en la novel·la homònima de 1976 de Pat Conroy. La pel·lícula narra la història d'un oficial del Cos de Marines dels Estats Units d'Amèrica, l'èxit del qual com aviador militar contrasta amb les seves mancances de marit i pare. La pel·lícula és protagonitzada per Robert Duvall, Blythe Danner, Michael O'Keefe, Lisa Jane Persky, Julie Anne Haddock, Brian Andrews, Stan Shaw, i David Keith. Carlino fou nominat Writers Guild of America Award al millor drama adaptat en un altre mitjà de 1979. The Great Santini va rebre dues nominacions als Oscar: millor actor protagonista (Duvall) i millor actor secundari (O'Keefe).
El 1980, Carlino va fer el guió i l'escriptura original de Resurrection i va ser nominada per l'Academy of Science Fiction, Fantasy and Horror Films als Premis Saturn al millor guió de 1980.

## Filmografia
- CBS Repertoire Workshop (1 episodi) – "The Brick and the Rose"
- Route 66 (1 episodi, 1963) – "And Make Thunder His Tribute" (1963) TV episodi (escriptor)
- Tupp tupp men ingen höna (1966) (TV) (escriptor)
- Seconds (1966) (guió)
- The Fox (1967) (guió)... aka "D.H. Lawrence's The Fox"
- The Brotherhood (1968) (escriptor), (supervisor tècnic)
- Prodajem stara kola (1968) (TV) (escriptor)
- Zid i ruza (1970) (TV) (escriptor)
- In Search of America (1971) (TV) (escriptor)
- Fredament, sense motius personals (1972) (guió)
- Doc Elliott (1 episodi, 1973) – Pilot (1973) episodi (escriptor)
- Honor Thy Father (1973) (CBS minisèrie) (escriptor)
- A Reflection of Fear (1973) (escriptor)
- Crazy Joe (1974) (escriptor)
- Where Have All the People Gone? (1974) (TV) (guió)
- El mariner que va caure en desgràcia del mar (1976) (director)
- I Never Promised You a Rose Garden (1977) (guió)
- The Great Santini (1979) (escriptor), (director)
- Resurrection (1980) (escrita per)
- Class (1983) (director)
- Haunted Summer (1988) (escriptor)
- Resurrection (1999) (TV) (primer guió)